# Erdrute
Die Erdrute war ein Längenmaß in Mecklenburg-Strelitz. Anwendung für dieses Maß war der Grabenbau. 
Die Rute unterschied sich von der Feldrute und der Baurute. Letztere hatte 12 Fuß und eine Länge von 3,76624 Meter.
Die Feldrute wurde auch mit 16 Fuß gerechnet, hatte aber nur 0,291 Meter Fußlänge. Die Gesamtlänge betrug 4,654 Meter für die Feldvermessung. 
Ausgangsmaß für die Baurute und Erdrute  in Mecklenburg-Strelitz war immer der duodezimale (12 Zoll mit je 12 Linien) Fuß mit 0,31385 Meter.
- 1 Erdrute = 16 Fuß = 5,021656 Meter